# Câlnic (Gorj)
Câlnic es una comuna ubicada en el distrito de Gorj, Rumania.

## Superficie
Cuenta con una superficie de 64,26 kilómetros cuadrados.

## Demografía
Hasta 2021 la población era de 2214 habitantes, con una densidad de población de 34,45 habitantes por kilómetro cuadrado.